# Rio Ngumoha
Rio Bass Ray Ngumoha Adigun (Newham, Londres, Inglaterra, 29 de agosto de 2008) es un futbolista británico que juega de extremo izquierdo en el Liverpool Football Club de la Premier League de Inglaterra.

## Trayectoria

### Inicios
Ngumoha fue miembro de la academia del Chelsea F. C., donde destacó como atacante. En abril de 2024, marcó un gol en la final de la Copa de la Premier League Sub-17, en la victoria por 3-1 frente al Wolverhampton Wanderers F. C.
En el verano de 2024, se incorporó a las categorías inferiores del Liverpool. Con 16 años, debutó con el equipo sub-18 al inicio de la temporada 2024-25 frente al Blackburn Rovers Sub-18. Durante el parón internacional de septiembre, entrenó con algunos miembros del primer equipo que permanecieron en Liverpool. Ese mismo mes, hizo su debut en la UEFA Youth League ante el AC Milan.
En el otoño de la temporada 2024-25, Ngumoha fue convocado por el entrenador Arne Slot para entrenar con el primer equipo. El 18 de diciembre de 2024, fue incluido en la lista de convocados para el partido de la EFL Cup ante el Southampton. El 11 de enero de 2025, debutó profesionalmente como titular en la victoria por 4-0 frente al Accrington Stanley en la FA Cup. Con 16 años y 135 días, se convirtió en el jugador más joven en disputar un partido de la FA Cup con el Liverpool y, al mismo tiempo, en el titular más joven en la historia del primer equipo del club. Fue sustituido en el minuto 71 por Jayden Danns.

## Selección nacional
Ngumoha fue convocado por primera vez a la selección sub-15 de Inglaterra en 2023. Ese mismo año, también disputó encuentros con la categoría sub-16, acumulando nueve apariciones y dos goles. En 2024 fue llamado a la selección sub-17, con la que participó en partidos internacionales durante el proceso de preparación para el Campeonato Europeo Sub-17 de la UEFA. En 2025 fue incluido en la convocatoria oficial para disputar dicho torneo. Aunque es elegible para representar a Nigeria por su ascendencia, hasta la fecha ha jugado únicamente con selecciones juveniles de Inglaterra.